# Računalni šah
Računalni šah je sklop posebnog računala i programske podrške sposoban igrati šah. Pruža mogućnost vježbe kada su ljudski protivnici odsutni te omogućuje raščlambu, zabavu i uvježbavanje. Oko 2005. godine, šahovski softver je postao sposoban pobijediti i najbolje ljudske igrače. Ipak, smatra se da nije vjerojatno da će računala ikad rješavati šah zbog njegove komputacijske složenosti.